# Streets of Philadelphia
«Streets of Philadelphia» (с англ. — «Улицы Филадельфии») — песня, написанная и исполненная американским рок-музыкантом Брюсом Спрингстином для фильма «Филадельфия» (1993), одного из первых мейнстримных фильмов о СПИДе. Выпущенная как сингл в 1994 году, песня стала хитом во многих странах, в частности, Канаде, Франции, Германии, Ирландии и Норвегии, где она возглавила чарты.
Композиция была удостоена премий «Оскар» и «Золотой глобус» за лучшую песню к фильму, а также четырёх премий «Грэмми» в категориях «Лучшая песня года», «Лучшая рок-песня», «Лучшее вокальное рок-исполнение» и «Лучшая песня, написанная к визуальному представлению». Она заняла 68 место в списке 100 лучших песен из американских фильмов за 100 лет по версии Американского института киноискусства.

## История
Хотя у себя на родине в США песня стала только № 9 в Billboard Hot 100, она возглавила чарты многих европейских стран (№ 1 в Германии, Бельгии, Италии, Франции и Австрии). В Великобритании песня достигла № 2 — высшее достижение Брюса Спрингстина в Английском чарте, также она добилась успеха в Австралии, где в течение месяца удерживала четвёртое место.

## Список композиций
| CD single / 7" single / Cassette 1. «Streets of Philadelphia» — 3:15 2. «If I Should Fall Behind» — 4:43 | CD maxi / Maxi cassette 1. «Streets of Philadelphia» — 3:15 2. «If I Should Fall Behind» — 4:43 3. «Growin' Up» — 3:13 4. «The Big Muddy» — 4:11 |

Для стороны B-side были выбраны треки с прошлогоднего концертного альбома In Concert/MTV Plugged.

## Чарты
| Чарт (1994)                                  | Высшая позиция |
| -------------------------------------------- | -------------- |
| Australia (ARIA)                             | 4              |
| Austria (Ö3 Austria Top 40)                  | 1              |
| Belgium (VRT Top 30 Flanders)                | 1              |
| Canada (RPM)                                 | 1              |
| Europe (Eurochart Hot 100)                   | 1              |
| Finland (Suomen virallinen lista)            | 3              |
| France (SNEP)                                | 1              |
| Germany (Media Control Charts)               | 1              |
| Ireland (IRMA)                               | 1              |
| Italy (FIMI)                                 | 1              |
| Netherlands (Dutch Top 40)                   | 6              |
| New Zealand (RIANZ)                          | 3              |
| Norway (VG-lista)                            | 1              |
| Swedish Singles Chart                        | 3              |
| Switzerland (Schweizer Hitparade)            | 2              |
| United Kingdom (The Official Charts Company) | 2              |
| U.S. Billboard Hot 100                       | 9              |
| U.S. Billboard Adult Contemporary            | 3              |
| U.S. Billboard Mainstream Rock Tracks        | 25             |
| U.S. Billboard Top 40 Mainstream             | 13             |

| Чарт (1994)              | Позиция |
| ------------------------ | ------- |
| Australian Singles Chart | 39      |
| Austrian Singles Chart   | 4       |
| Dutch Top 40             | 13      |
| French Singles Chart     | 5       |
| Swiss Singles Chart      | 12      |
| U.S. Billboard Hot 100   | 54      |

| Страна  | Сертификации | Дата           | Продажи |
| ------- | ------------ | -------------- | ------- |
| Austria | Gold         | May 18, 1994   | 15,000  |
| France  | Silver       | June 14, 1994  | 125,000 |
| Germany | Gold         | 1994           | 150,000 |
| Norway  | Gold         | 1994           | 5,000   |
| UK      | Silver       | March 1, 1994  | 200,000 |
| U.S.    | Gold         | April 26, 1994 | 500,000 |